# Cymbidium schroederi
Cymbidium schroederi är en orkidéart som beskrevs av Robert Allen Rolfe. Cymbidium schroederi ingår i släktet Cymbidium, och familjen orkidéer. Inga underarter finns listade i Catalogue of Life.